# Licuala longicalycata
Licuala longicalycata là loài thực vật có hoa thuộc họ Arecaceae. Loài này được Furtado mô tả khoa học đầu tiên năm 1940.